# HD 119834
HD 119834，又名CD-50 8017，SAO 241157、HR 5172，是一颗恒星，视星等为4.65，位于銀經311.63，銀緯10.5，其B1900.0坐标为赤經13h 40m 19.4s，赤緯-50° 10.5′ 51″。